# Sharp PC-5000
Sharp PC-5000 (PC-5000) је био преносиви рачунар, производ фирме Шарп (Sharp) који је почео да се израђује у Јапану током 1983. године.
Користио је Intel 8088 као централни микропроцесор а RAM меморија рачунара PC-5000 је имала капацитет од 128k, до 256k (магнетска меморија са мјехурићима, 64k и 128k модули). 
Као оперативни систем кориштен је MS-DOS.

## Детаљни подаци
Детаљнији подаци о рачунару PC-5000 су дати у табели испод.
|                       | |
| [ 1 ]                 | |
| Произвођач            | Шарп |
| Тип                   | преносиви рачунар                                                                                        |
| Меморија              | 128k, до 256k (магнетска меморија са мјехурићима, 64k и 128k модули)                                     |
| Поријекло             | Јапан |
| Година                | 1983 |
| Тастатура             | Пуни помак, 72 тастера са 8 функцијских тастера и тастери смјера (енглеска, њемачка и француска верзија) |
| Процесор              | 8088 |
| Фреквенција процесора | 4,77 |
| RAM                   | 128k, до 256k (магнетска меморија са мјехурићима, 64k и 128k модули)                                     |
| ROM                   | 192k (64k систем + 128k за Бејсик/MS-DOS)                                                                |
| Текст                 | 80 знакова x 8 линија (монитор са текућим кристалом)                                                     |
| Графика               | 640 x 80 тачака                                                                                          |
| Боја                  | једна боја                                                                                               |
| Звук                  | мали звучник                                                                                             |
| Димензије             | 325 (ширина) x 305 (дубина) x 85 (висина) / 4,5                                                          |
| Портови               | |
| Оперативни систем     | |